# Асосьясьйон

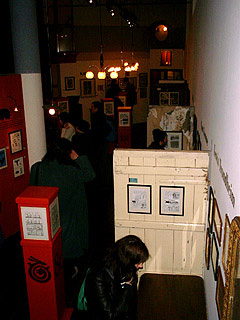
Стенди видавництва на Фестивалі коміксів в Ангулемі

Асосьясьйон (фр. L’Association, тобто асоціація) — французьке видавництво коміксів, засноване в 1990 році.

## Історія
Засновниками видавництва були відомі автори коміксів Жан-Крістоф Меню, Льюїс Трондейм, Давид Б., Маттт Контюр, Патріс Кіллоффер, Станіслас Бартелемі та Мокеї. Засновники мали на меті створити незалежне видавництво, у якому автори самі могли вирішувати про зміст своєї роботи. Видавництво розвиває найсучасніші тенденції франко-бельгійського коміксу. Публікації насамперед Маріанни Сатрапі та Жоанна Сфара принесли видавництву визнання та комерційний успіх. Наприкінці 1999 року з'явилася антологія «Comix 2000», до якої увійшли 324 автори з 29 країн.
З 1992 року видавництво L'Association видає журнал Lapin (Кролик). 1993 року відбулося перше засідання OuBaPo (Ouvroir de Bande-dessinée Potentielle; Майстерня потенційного комікса) на чолі з Патрісом Кіллоффером. Назва походить від видомого французького літературного угруповання УЛІПО. З 1997 року видається журнал OuBaPo. Третій журнал видавництва L’Éprouvette присвячений теорії та критиці коміксів.